# The 13th tailor
The 13th tailor（ザ・サーティーンス・テイラー）は、羽柴吟が発足させた日本の音楽プロジェクト。

## 概要
「吟（Busted Rose）」名義で作曲家として数々の楽曲を手掛ける羽柴吟が発足させた。2023年に活動開始、所属レーベルはアリオラジャパン。

## 来歴
幼少期からヴァイオリンやピアノを学び、16歳の時に独学でデスクトップミュージックを始める。 学生時代からR&Bやヒップホップ・ミュージックのインディーズアーティストを中心に楽曲提供を行い、 アニメをきっかけに本格的に作詞/作曲/編曲家としてのキャリアをスタートさせる。
2018年には、大人気のTVアニメ『ポプテピピック』の全サウンドプロデュースを担当、その著作とともに注目が集まる。主題歌「POP TEAM EPIC」は当時のデジタルシングルランキングにおいて アニメ楽曲としての最高ダウンロード数を記録。Billboard Japan Top Download Songs部門では2位を獲得して平成アニソン大賞・企画賞に選出。以降、多数のアニメ、ゲーム、劇伴を手がけている。
2023年、The 13th tailorとしてアーティストプロジェクトをスタート。デビュー楽曲「Gospelion in a classic love」はボーカルに若手R&Bシンガーのreinaが起用され、クリエイターJUN INAGAWA原案のTVアニメ「魔法少女マジカルデストロイヤーズ」EDテーマにも決定している。

## 主な作品

### 羽柴吟名義

#### 劇伴
- 魔法少女マジカルデストロイヤーズ（2023）

#### アニメ関連曲
- 魔法少女マジカルデストロイヤーズ（2023）
  - 「Everything Happpen for a reason」（作詞：JUN INAGAWA）（作曲・編曲：羽柴吟）  ・オタクヒーロー (CV : 古川慎）
  - 「暴走少女愛伝茶茶」（作曲・編曲：羽柴吟）  ・アナーキー (CV : ファイルーズあい） ・ブルー (CV : 愛美） ・ピンク (CV : 黒沢ともよ）
  - 「光の建設者」（作曲・編曲：羽柴吟）  ・Vocal : 米倉千尋

### 吟（BUSTED ROSE)名義
劇伴
- この美術部には問題がある (2016)
- アホガール(2017)
- ポプテピピック(2018)
- ド級編隊エグゼロス（2020）
- ギャルと恐竜（2020）
- ポプテピピック 再放送（リミックス版）（2021）
- 極主夫道（シーズン1　パート1・2）（2021）
- イジらないで、長瀞さん（2021）
- ポプテピピック TVアニメーション作品第2シリーズ（2022）
- 転生賢者の異世界ライフ　～第二の職業を得て、世界最強になりました～（2022）
- 極主夫道（シーズン2）（2023）
- イジらないで、長瀞さん 2nd Attack (2023)
- 神は遊戯に飢えている。 (2024)

#### ゲーム
- PUBG
  - PJS WINTER INVATIONAL Sound roduce
  - PJS  Main Theme (2019)
  - PJS  Main Theme (2020)
  - PUBG Mobile ドン勝TV  Main Theme (2020)

- Rusty Rabbit (2024)

#### アニメ、ゲーム関連曲
- ポプテピピック ALL TIME BEST（2018）
  - 「Twinkling Star」（作詞・作曲・編曲）・ドロップスターズ［星降そそぐ(CV:小倉唯) 月野しずくCV:水瀬いのり 夕陽ころな CV:上坂すみれ］
  - 「Poppy Pappy Day」（作詞・作曲・編曲）・ポプ子 (CV : 牧野由依、五十嵐裕美、赤羽根健治、増田俊樹)  ・ピピ美 (CV：渡部優衣、松嵜麗、武内駿輔、羽多野渉) ・蒼井翔太（CV : 蒼井翔太）
  - 「Let's Pop Together」（作詞・当真一茂) (作曲・編曲 : 吟(BUSTED ROSE）)  ・ポプ子 ( CV : 牧野由依、赤羽根健治) ・ピピ美 ( CV：渡部優衣、武内駿輔)
  - 「恋してポプテピピック」（作詞・当真一茂) (作曲・編曲 : 吟(BUSTED ROSE)）  ・ポプ子 ( CV : 牧野由依、赤羽根健治) ・ピピ美 ( CV：渡部優衣、武内駿輔)
  - 「オリコうんナンバーワン」（作詞・作曲・編曲）  ・ポプ子 ( CV : 牧野由依、赤羽根健治) ・ピピ美 ( CV：渡部優衣、武内駿輔)
  - 「売れたいモンキーズ」（作詞・作曲・編曲）  ・ポプ子 ( CV : 牧野由依、赤羽根健治) ・ピピ美 ( CV：渡部優衣、武内駿輔)
  - 「人生」(作曲・編曲 : 吟(BUSTED ROSE）)  ・ポプ子 (CV : 五十嵐裕美、増田俊樹)  ・ピピ美 (CV：松嵜麗、羽多野渉)
  - 「貴方に伝えたいコト」（作詞・作曲・編曲）  ・星降そそぐ (CV : 小倉唯)
  - 「心の大樹」（作詞・大川ぶくぶ) (作曲・編曲 : 吟(BUSTED ROSE）)  ・ポプ子 (CV : 五十嵐裕美、増田俊樹)  ・ピピ美 (CV：松嵜麗、羽多野渉)
  - 「おねんねこんちゃん」（作詞・当真一茂) (作曲・編曲 : 吟(BUSTED ROSE)）  ・ポプ子 (CV : 五十嵐裕美、増田俊樹)  ・ピピ美 (CV：松嵜麗、羽多野渉)

- ポプテピピック  ALL TIME BEST 2（2019）
  - 「Pretty candle star」（作詞・作曲・編曲）  ・ドロップスターズ［星降そそぐ(CV:小倉唯) 月野しずくCV:水瀬いのり 夕陽ころな CV:上坂すみれ］
  - 「風船飛行」（作詞・作曲・編曲）  ・ポプ子 (CV : 尾崎由香、内田彩)  ・ピピ美 (CV：伊東健人、木島隆一)  ・蒼井翔太（CV : 蒼井翔太）
  - 「 Bansaku neender」（作詞・当真一茂) (作曲・編曲 : 吟(BUSTED ROSE）)  ・ポプ子 (CV : 尾崎由香、内田彩)  ・ピピ美 (CV：伊東健人、木島隆一)
  - 「ポプ子にソース」（作詞・山下諒) (作曲・編曲 : 吟(BUSTED ROSE）)  ・ポプ子 (CV : 尾崎由香、内田彩)  ・ピピ美 (CV：伊東健人、木島隆一)
  - 「AOI Traveler」（作詞・作曲・編曲）  ・蒼井翔太（CV : 蒼井翔太）
- ギャルと恐竜（2020）
  - 「恐竜あげみざわ☆」（作詞・作曲・編曲）  ・ 恐竜フレンズ 「楓(CV:島袋美由利) 山田(CV:夏吉ゆうこ) 先パイ(CV:工藤夕希) 翔太(CV:山下誠一郎)」
  - 「PEACEFUL DAYS」（作詞・作曲・編曲）  ・高橋洋子
  - Melon（作詞・作曲・編曲） ・ガモちゃん(CV.小松未可子) feat.ヨッシー(CV.鈴木愛奈)

- 東京リベンジャーズ（2021）
  - 「六幻」（作詞・作曲・編曲） ・東佐野万次郎(CV : 林勇)
- 極主夫道（2021〜）
  - 「クライムキャッチポリキュア」（作詞・作曲・編曲）(2022) (CV : 今 千秋)
- A3!
  - 「RE:portrait（作詞・作曲・編曲） (2021) ・摂津万里(CV : 沢城千春)」
- Engage Kill (2022)
  - My last engagement」 作詞・作曲・編曲：吟(BUSTED ROSE) ・キサラ（CV:会沢紗弥）＆クロエ（CV:香里有佐）

- ポプテピピック ALL TIME BEST 3（2022）
  - 「アイデンティティ」（作詞・大川ぶくぶ) (作曲・編曲 : 吟(BUSTED ROSE）)  ・ポプ子 (CV : 平野綾、茅原実里)  ・ピピ美 (CV：井上和彦、堀川りょう)
  - 「Shining Shoulder」（作詞・大川ぶくぶ) (作曲・編曲 : 吟(BUSTED ROSE）)  ・ポプ子 (CV : 皆川純子、豊永利行)  ・ピピ美 (CV：甲斐田ゆき、浅沼晋太郎)
  - 「POPメモリーズとぅYOU♪」（作詞・大川ぶくぶ) (作曲・編曲 : 吟(BUSTED ROSE）)  ・ポプ子 (CV : 飯塚雅弓、畠中祐)  ・ピピ美 (CV：椎名へきる、増田俊樹)
  - 「脊椎ぶっこ抜き音頭」（作詞・小野ハナ、当真一茂) (作曲・編曲 : 吟(BUSTED ROSE）)  ・ポプ子 (CV : 石見舞菜香、大須賀純)  ・ピピ美 (CV：長谷川育美、高橋広樹)
  - 「蒼井翔太体操」（作詞・大川ぶくぶ) (作曲・編曲 : 吟(BUSTED ROSE）)  ・蒼井翔太（CV : 蒼井翔太）
  - 「Endless love」（作詞・作曲・編曲 : 吟(BUSTED ROSE）)  ・蒼井翔太（CV : 蒼井翔太）
  - 「仲良ピース」（作詞・作曲・編曲 : 吟(BUSTED ROSE）)  ・ポプ子 (CV : 石見舞菜香、大須賀純)  ・ピピ美 (CV：長谷川育美、高橋広樹)

アパレル

・Diet bucher 21AW collection PV

アーティスト
- ももいろクローバーZ
  - 天使の瞳 (2015)  (作詞・ももいろクローバーZ　作曲・キダ・タロー　編曲・吟(BUSTED ROSE))
- 上坂すみれ
  - 「全円スペクトル」（2016）（作詞・作曲・編曲）
  - 「繋がれ人、酔い痴れ人。」（2016）（作詞・作曲・編曲）
  - 「POP TEAM EPIC」（2018）（作詞・作曲・編曲）
  - 「last sparkle」（2019）（作詞・作曲・編曲）
  - 「趣味者のテーマ ~ underground heaven!!」(2022) (作曲・編曲)
- ロッカジャポニカ「歌いたいのうた」（2016）（作曲）
- 内田彩「Ruby eclipse」（2016）（作詞・作曲・編曲）
- 96猫「Primitive emotion」（2017）（作詞・作曲・編曲）
- 徳井青空「10&30」（2019）（作詞：徳井青空)　(作曲：吟(BUSTED ROSE)）
- 貴水博之「Critical Calling」（2019）（作曲・編曲）
- 坂口有望
  - 「Sarah」（2020）(編曲)
  - 「クリスマスエレジー」(2020)
- トミタ栞「会いたいマン」（2021）（作詞・作曲）

- 不落足ル
  - 「フラフラ、クラクラ。」(2021)  (作詞：庄村聡泰 (ex. [Alexandros] )  作曲：吟（BUSTED ROSE） 編曲：滝善充（9mm Parabellum Bullet）)
  - 「桜、咲くな。」 (2021) (作詞：庄村聡泰 (ex. [Alexandros] )  作曲：吟（BUSTED ROSE） 編曲：滝善充（9mm Parabellum Bullet）)

#### シングル
| 枚  | 発売日        | タイトル                    | ボーカル | タイアップ                                           | 規格品番                                                             |
| --- | ------------- | --------------------------- | -------- | ---------------------------------------------------- | -------------------------------------------------------------------- |
| 1st | 2023年5月24日 | Gospelion in a classic love | reina    | TVアニメ「魔法少女マジカルデストロイヤーズ」EDテーマ | BVCL-1313/14（期間生産限定盤） BVCL-1315（期間生産限定盤<アニメ盤>） |